# Théodore de Banville
Théodore de Banville (14. března 1823 Moulins, Allier – 13. března 1891 Paříž) byl francouzský spisovatel, dramatik a básník.

## Život
Narodil se ve francouzském Moulins. Jeho otcem byl Claude Théodore Faullain de Banville (1785–1845), poručík francouzského námořnictva, matkou Zélie Thibault Faullain de Banville (1799–1876), rozená Denozier Huet.
Vystudoval pařížské lyceum Concordet a již v devatenácti letech publikoval svou první sbírku, Les Cariatides (1842). Krátce na to následovala druhá sbírka Les Stalactites (1846). Jeho první poetická díla se setkala i s negativními kritikami, nicméně mu zajistila přátelství básníka Alfreda de Vigny a spisovatele Julese Janina.
Byl přítelem Victora Huga, Charlese Baudelaira nebo Théophila Gautiera a objevitelem literárního talentu Arthura Rimbauda.
V jeho literární práci je patrný romantismus a parnasismus. Během svého života napsal velké množství literárních děl různých žánrů a rovněž uměleckých kritik. Jeho dílo Odes funambulesques (1857), které bylo připsáno Victorovi Hugovi, bylo Hugem rovněž oceněno. Několik jeho komedií uvedla Comédie-Française a další francouzská divadla. Pracoval pro několik novin jako dramatický kritik, například pro Le Pouvoir nebo Le National.
V roce 1862 potkal svou budoucí manželku Marie-Élisabeth Rochegrosse, vzali se o tři roky později. Své ženě věnoval sbírku Les Exilés (1867), jedno ze svých nejvýznamnějších děl.
V roce 1858 se stal rytířem Řádu čestné legie a v roce 1886 byl povýšen do hodnosti důstojníka. Zemřel v roce 1891 v Paříži a je pohřben na pařížském hřbitově Montparnasse. Jeho busta, vytvořená Julesem Roulleauem, je vystavená v pařížském parku Jardin du Luxembourg a v sedmnáctém pařížském obvodu je po něm pojmenována jedna z ulic.

### Fotogalerie

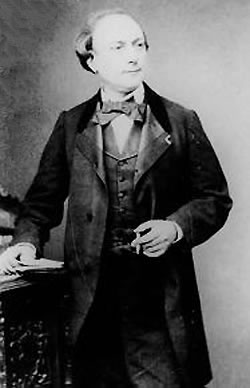
Théodore de Banville
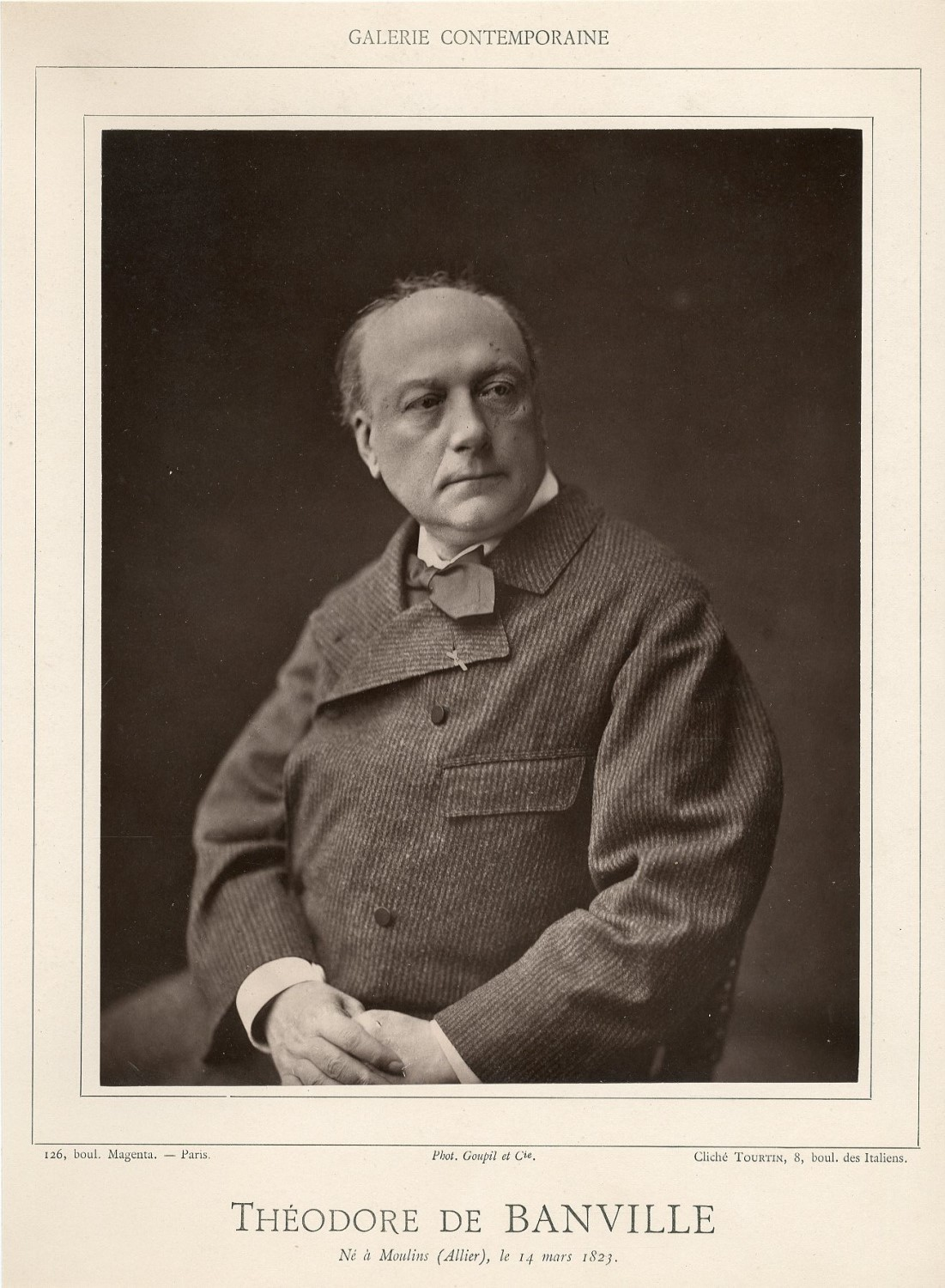
Théodore de Banville
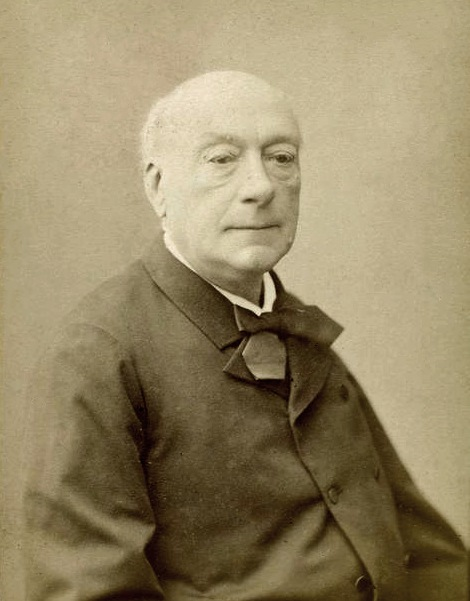
Théodore de Banville

## Dílo

### V češtině
- Slaměná vdova: veselohra ve dvou jednáních – Lodovico Antonio Muratori, přeložil a úvod napsal Jindřich Malý[1] — Gringoire: veselohra v jednom jednání – Théodore de Banville, přeložil a úvodem opatřil Robert Nápravník.[2] Praha: František Augustin Urbánek, 1873
- Sokratova žena: komedie – přeložil Jaromír Borecký. Praha: Jan Otto, 1905[3]
- Výbor básní – přeložil a úvodem opatřil Václav Durych. Praha: J. Otto, 1912[4]
- Milenec – in: 1000 nejkrásnějších novel ... č. 91, úvod František Sekanina, přeložil Arnošt Procházka, s. 93–100. Praha: J. R. Vilímek, 1915